# Franz Richter (dolnorakouský politik)
Franz Richter (31. prosince 1849 Jedenspeigen – 13. srpna 1922 Witzelsdorf) byl rakouský pedagog a politik německé národnosti, v 2. polovině 19. století poslanec Říšské rady z Dolních Rakous.

## Biografie
Studoval na Vídeňské univerzitě. Působil jako profesor na zemské střední obchodní škole v Kremži. Roku 1873 složil učitelské zkoušky. Byl členem zemské školní rady a obecním radním v Kremži.
Působil jako poslanec Říšské rady (celostátního parlamentu Předlitavska), kam nastoupil v doplňovacích volbách roku 1883 za kurii městskou v Dolních Rakousích, obvod Korneuburg, Stockerau, Zistersdorf atd. Slib složil 19. dubna 1883. Mandát zde obhájil v řádných volbách roku 1885, volbách roku 1891 a volbách roku 1897. Ve volebním období 1879–1885 se uvádí jako Franz Richter, profesor na dolnorakouské zemské vyšší reálné a obchodní škole v Kremži, bytem Kremže.
Po volbách roku 1885 se uvádí jako člen klubu Sjednocené levice, do kterého se spojilo několik ústavověrných (liberálně a centralisticky orientovaných politických proudů). V roce 1890 se uvádí jako poslanec nacionalistického klubu Deutschnationale Vereinigung. Za stejný klub byl do parlamentu zvolen i v roce 1891.
V roce 1884 byl zvolen taky na Dolnorakouský zemský sněm za kurii městskou, obvod Mistelbach. Zastupoval německé nacionály. Mandát obhájil ve volbách roku 1890. Patřil mezi zakladatele Německé lidové strany, která roku 1896 utvořila společně s Křesťansko-sociální stranou antisemitské volební společenství a ukončila dosavadní dominanci liberálů v Dolních Rakousích. Byl tehdy opět zvolen do zemského sněmu. Od roku 1896 do roku 1902 byl členem zemského výboru. V zemských volbách roku 1902 ho porazil Johann Reckendorfer.